# Römer + Römer

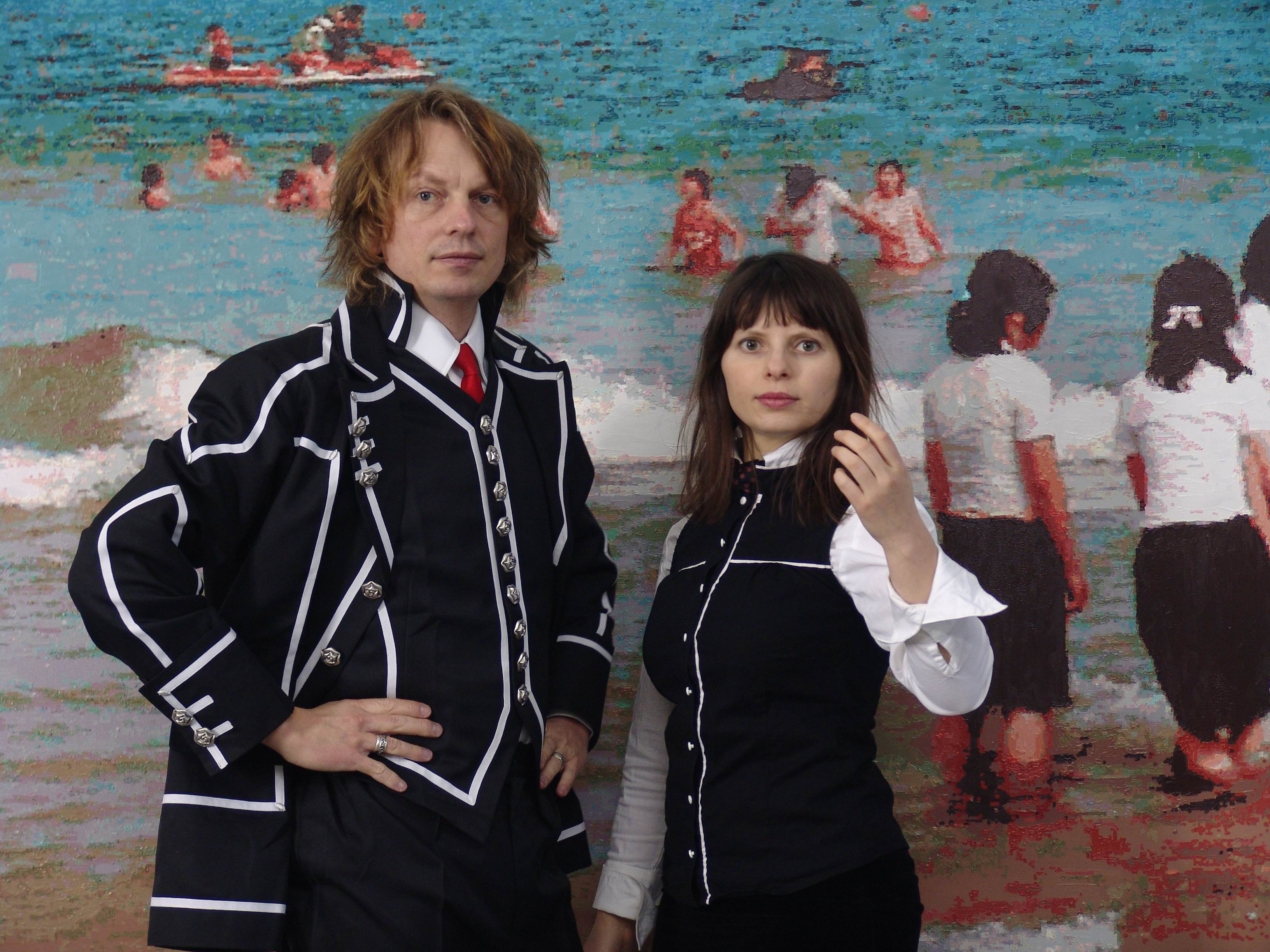
Torsten und Nina Römer,
das Künstlerpaar
Römer + Römer,
»Selbstporträt«,
2010 fotografiert
mit Selbstauslöser

Römer + Römer (Torsten und Nina Römer) sind ein in Berlin lebendes und arbeitendes, deutsch-russisches Künstlerpaar.

## Biografien
Torsten Römer wurde 1968 in Aachen geboren, studierte Malerei an der Kunstakademie Münster bei Udo Scheel und an der Kunstakademie Düsseldorf bei  Rissa, Siegfried Anzinger, Helmut Federle und A. R. Penck. 1996 wurde Torsten Römer mit dem Reisestipendium des Kunstvereins Düsseldorf ausgezeichnet.
Nina Römer wurde 1978 als Nina Tangian in Moskau geboren. Sie ist Enkelin des sowjetischen Schriftstellers Juri Walentinowitsch Trifonow und Urenkelin des ukrainisch-russisch-sowjetischen Malers Amshey Nurenberg. Sie studierte Malerei an der Kunstakademie Düsseldorf bei Helmut Federle und A. R. Penck.
Nina und Torsten Römer lernten sich während ihres Studiums der Malerei an der Kunstakademie Düsseldorf kennen und wurden dort gemeinsam Meisterschüler von A. R. Penck. Seit 1998 arbeiten sie als Künstlerpaar Römer + Römer zusammen an ihren künstlerischen Projekten und leben und arbeiten seit 2000 in Berlin.
2011 erhielten Römer + Römer den Sonderpreis des Lucas-Cranach-Preises der Stadt Kronach.

## Werk

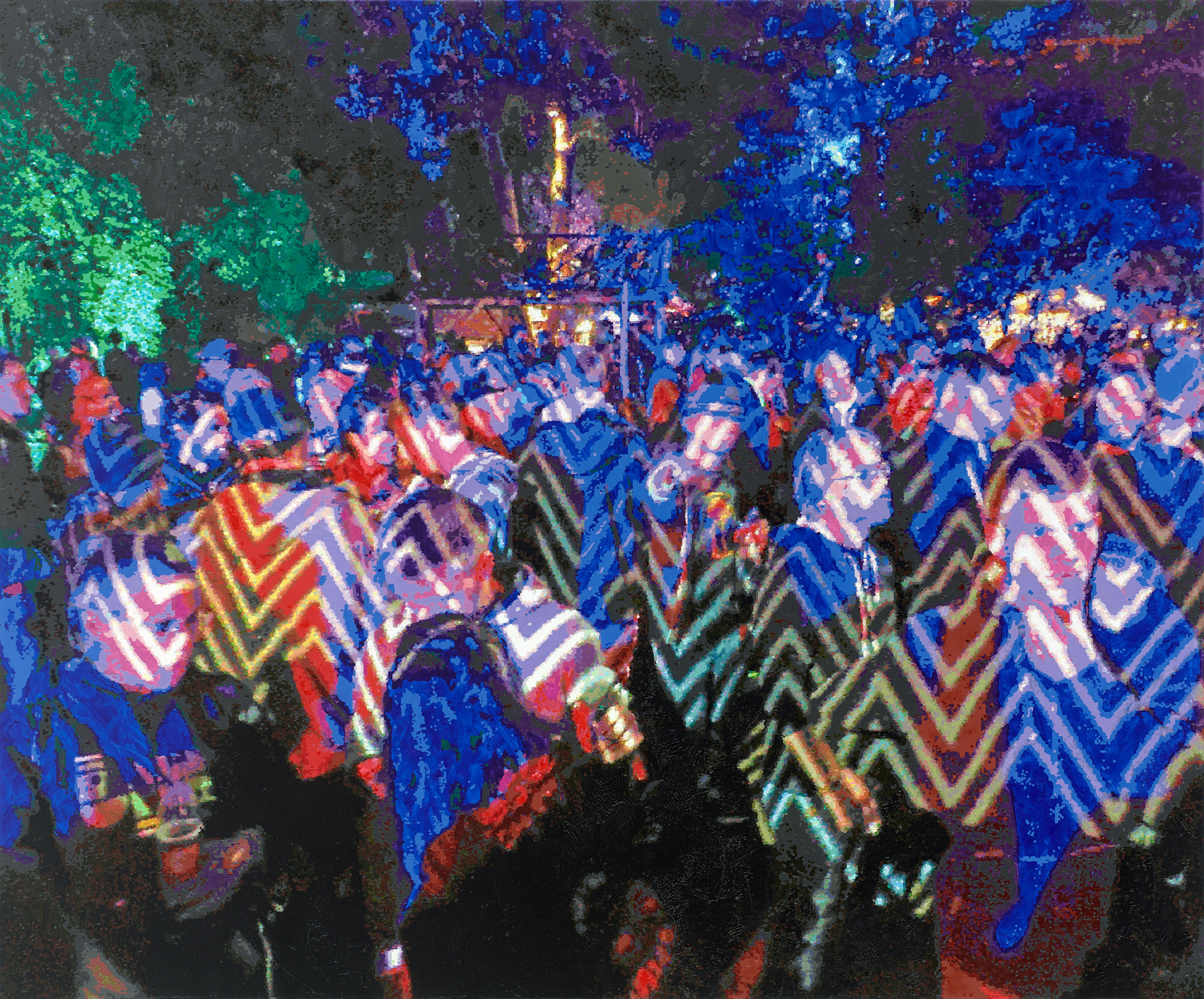
Römer + Römer,
»Party Sträflinge«, 2014

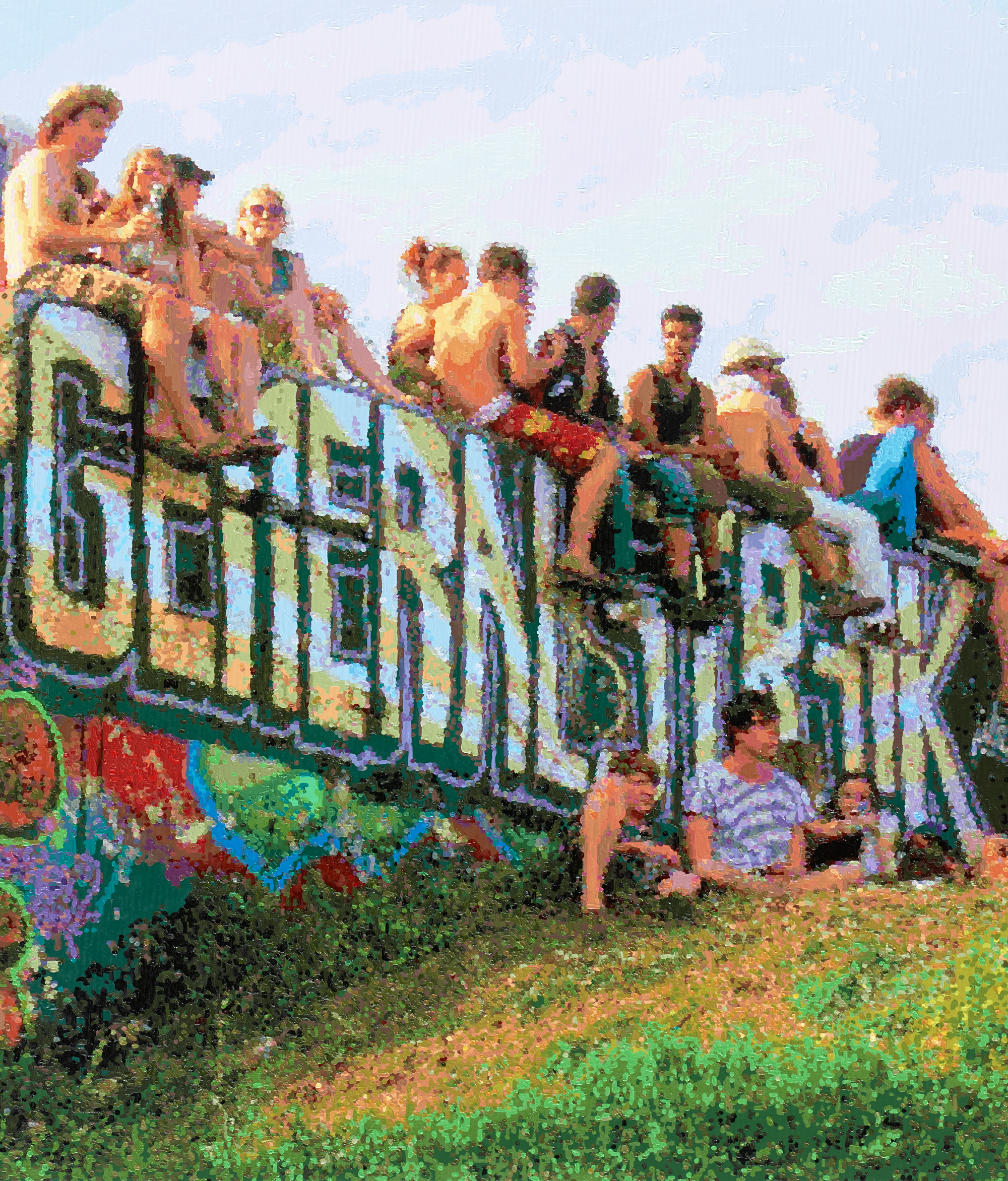
Römer + Römer,
»Generalstreik«, 2015,
Bildausschnitt

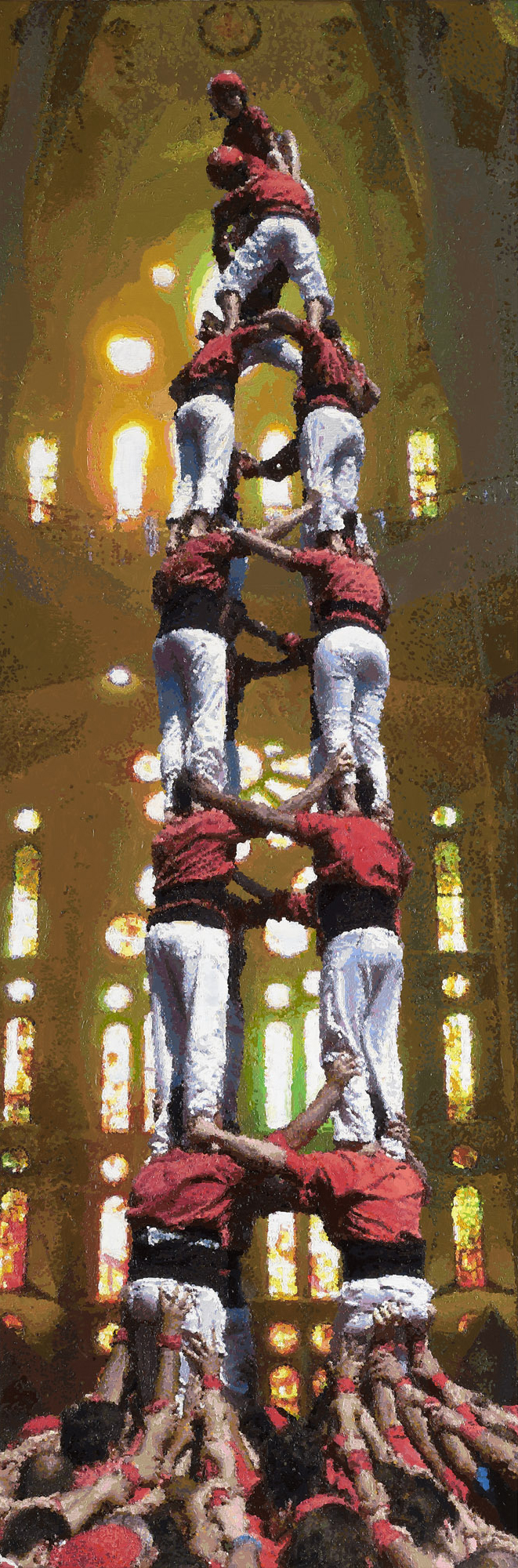
Römer + Römer,
»Castellers«, 2022

Das Werk von Römer + Römer umfasst Malerei, Fotografie, Digitale Kunst, Druckgrafik und Performance. Zudem kuratieren sie Ausstellungen. Ihre Reflexion über die Beschaffenheit von digitalen Bildern in der Fotografie und im Internet führte zu der malerischen Technik, die den Charakter aller ihrer Werke bestimmt. Die Übertragung von selbst aufgenommenen Fotografien in großformatige Tafelbilder geschieht in vielen Abstraktionsschritten. Das Paar zerlegt seine Motive auf der Leinwand in Farbflächen und tausende gemalte Punkte, die sich aus bestimmter Distanz im Auge des Betrachters zu einem scharfen Bild verbinden. Je näher man an das Werk herantritt, desto mehr verlieren sich Menschen und Gegenstände im abstrakten Spiel der Farben. Das als realistisch erscheinende Abbild entlarvt sich als Illusion. Im Gegensatz zum impressionistischen Pointillismus können die Farbpixel als Referenz auf die digitale Bilderflut im Zeitalter des Selfiezismus gedeutet werden.
1998 begannen Römer + Römer ihr bis 2006 laufendes und vorwiegend in Bunkern realisiertes Langzeitprojekt M°A°I°S. Historische und politische Bezüge sind oft Anlässe ihrer Themen und Projekte. So fand beispielsweise die Berliner Ausstellung Der freie Wille (2005) zum 20. Jahrestag von Glasnost mit einer Eröffnungsrede von Michail Gorbatschow statt und HA KYROPT! (Zum Kurort!) – Russische Kunst heute 2004 in der Kunsthalle Baden-Baden stellte Beziehungen zu den russischen Kurgästen der Zarenzeit her. Römer + Römer analysieren Geschichte nicht, sondern rekonstruieren diese mit ästhetischen Mitteln. Begleitet von der Aufbruchsstimmung und Veränderung Berlins ist für das Künstlerpaar der Blick auf das urbane Leben und das Lebensgefühl der jüngeren Generationen in den Bilderzyklen Café Bistro Hauptstadt, Barfuss kommt ihr hier nicht rein und Sense of life von besonderem Interesse. Ausgelöst durch die Terroranschläge am 11. September 2001 experimentierten Römer + Römer in den Medien Malerei, Computergrafik, Siebdruck und Radierung in ihrem Projekt Infinite Justice mit dem NATO-Logo, der arabischen Schrift aus dem Koran, dem Bundeswehremblem und ihren Selbstporträts. In für sie speziell angefertigten Fantasie-Burkas fand eine thematisch entsprechende Performance in Berlin, Düsseldorf, Turin, Miami und Wladiwostok statt. Größere Öffentlichkeit erlangten Römer + Römer 2003/2004 durch ihre Deutsch-russische Knutschperformance. Das Sujet Liebe verfolgten sie auch in anderen Projekten wie beispielsweise in dem von ihnen errichteten interaktiven Kubus namens Blind Date Adam & Eve Lottery.
Seit 2008 konzentrieren sie sich auf Motive, die sie auf Reisen durch Asien, Südamerika, Nordafrika, den Nahen Osten, Russland und verschiedene europäische Länder auf subtile Weise einfangen und sammeln. Sie integrieren sich in die Eigenheiten der verschiedenen sozialen Kontexte, um Kerngedanken der globalisierten Welt zu formulieren und malerisch umzusetzen. Größere Bildserien entstanden so über Cosplay in Peking (2009), über Japan mit dem Zyklus 50 Ansichten des Berges Fuji vom Zug aus betrachtet (2009) als Hommage an Katsushika Hokusai und Utagawa Hiroshige, über die Hafenstadt Busan in Südkorea (Die Flut, 2010), die Banlieus von Paris (2010), über Israel (2011) und den Gay Pride im englischen Brighton (2011). Aus der Recherchereise nach Brasilien entstand der Werkzyklus Sambódromo (2013) über den Karneval in Rio de Janeiro, der kostümierte Tänzer und Akteure vor ihrem Auftritt im Bereich des Stadions, dem Concentraçao, zeigt.
Zwischen 2013 und 2016 setzten sich Römer + Römer mit dem Musik-Festival Fusion auseinander, das alljährlich auf einem ehemaligen sowjetischen Militärflughafen in Mecklenburg-Vorpommern stattfindet. Sie reflektieren in ihren Bildern die temporäre Gemeinschaft in einem kollektiven Ausnahmezustand, den die Veranstalter Kulturkosmos Müritz e.V. selbst als Ferienkommunismus bezeichnen. 2017 reiste das Künstlerpaar zur Bildrecherche über das legendäre Burning Man Festival in die Black Rock Desert nach Nevada, USA. Feuer-, Licht- und LED-Inszenierungen, freakige Installationen, Art Cars, Burns und Partys inmitten der ephemeren Stadt Black Rock City sind in ihrer Malerei fokussiert.
2017 hatte das deutsch-russische Künstlerduo einen längeren und arbeitsintensiven Atelieraufenthalt in der Künstlerresidenz Espronceda in Barcelona. In dieser Zeit entstanden die Ideen für zahlreiche großflächige Bilder – zum Teil mit spanischen Bildtiteln – sowie ihr Film ¿Qué dices? Zuvor hatten sich beide Künstler einem mehrmonatigen spanischen Sprachkursus unterzogen. Damit wollten sie intensiv vorbereitet in die katalanische und spanische Kunstszene eintauchen, um sich für ihre Bilder inspirieren zu lassen.

## Ausstellungen (Auswahl)
(GA = Gruppenausstellung)
- 2025: Auf der Suche…, Kunstmuseum Heidenheim, Heidenheim (GA)
- 2024: Pirates on the Playa, Marburger Kunstverein, Marburg
- 2023: Burning Man, Coelner Zimmer, Düsseldorf
- 2022: Was sagst Du?, Lachenmann Art, Konstanz
- 2022: Luftschloss, GPLcontemporary, Wien, Österreich
- 2021: Straight to the point, Galerie Urs Reichlin, Zug, Schweiz
- 2020: Radical Ritual, Lachenmann Art, Frankfurt
- 2019: House of Enlightenment, Galerie HAAS & GSCHWANDTNER, Salzburg[6]
- 2019: Burning Man – Electric Sky, Haus am Lützowplatz, Berlin
- 2018: Face to Face – Gesichter der Sammlung Hense, Kunsthalle Hense, Gescher (GA)[7]
- 2018: Sturmhöhen, Schafhof – Europäischen Künstlerhaus Oberbayern, Freising (GA)
- 2017: Generalstreik, Kunstverein Münsterland, Coesfeld[8]
- 2017: ¿Qué dices? Espronceda, Barcelona[9]
- 2017: Kuss – Von Rodin bis Bob Dylan, Bröhan-Museum, Berlin (GA)
- 2017: Wilhelm-Morgner-Preis Ausstellung, Museum Wilhelm Morgner, Soest (GA)
- 2017: Under Construction, Schau Fenster, Berlin (GA)[10]
- 2017: Painting is dead. Long Live Painting, CCA Andratx, Mallorca, Spanien (GA)
- 2016: Party Sträflinge, Kunstverein Kunstkreis Hameln
- 2015: 56. Biennale in Venedig, Nationaler Pavillon von Mauritius[11] (GA)
- 2015: Hamster – Hipster – Handy. Im Bann des Mobiltelefons, Museum Angewandte Kunst, Frankfurt am Main. (GA)
- 2014: Party Löwe, Freight+Volume Galerie, New York[12]
- 2014: Alles für Alle, Richard-Haizmann-Museum, Niebüll[13]
- 2013: Face to Face, Zhan Zhou International Center of Contemporary Art in Beijing, China
- 2013: Russisches Berlin, im Rahmen des Festivals White Nights, Central Exhibition Hall, Perm, Russland (GA)[14]
- 2013: Sambódromo, Galerie Michael Schultz, Berlin[15]
- 2012: Punkt-Systeme – Vom Pointillismus zum Pixel, Wilhelm-Hack-Museum, Ludwigshafen (GA)
- 2012: Menschenbilder – Lucas-Cranach-Preis, Cranach-Stiftung, Wittenberg (GA)[16]
- 2012: Megacool 4.0 – Jugend und Kunst, Künstlerhaus Wien (GA)
- 2011: salondergegenwart, Hamburg (GA)[17]
- 2011: Biennale of Contemporary Art, D-O ARK Underground (im ehemaligen Tito-Bunker), Konjic, Bosnien-Herzegowina (GA)[18]
- 2011: Monte Verita, Kunstverein Familie Montez, Frankfurt (GA)[19]
- 2010: O tu mir das nicht an, Kunsthalle Rostock[20]
- 2010: Fighting for freedom, Gwangju Art Museum, Gwangju, Korea[21]
- 2010: Inter-cool 3.0 – Jugend Bild Medien, Hartware MedienKunstVerein, Dortmund (GA)
- 2009: Terrorist No 1, Heidelberger Kunstverein[22]
- 2009: Based on a true story, Today Art Museum, Beijing[23]
- 2009: Second life in Peking, Galerie Mathias Kampl, München[24]
- 2009: Gemeinsam in Bewegung – Zeitgenössische Kunst aus Deutschland und China, Wuhan Art Museum, Wuhan, China (GA)
- 2007: Sense of Life, Galerie Hyundai, Seoul, Süd-Korea[25]
- 2006: Café–Bistro–Hauptstadt, Galerie Michael Schultz, Berlin
- 2005: Emergency Biennale in Chechenya – a suitcase from Paris to Grosny, Palais de Tokyo, Paris (GA)
- 2005–2008: Weitere 10 Stationen der Emergency Biennale:[26] Matrix Art Projects, Brüssel/ Belgien; Eurac-European Academy of Bolzano/ Italien;[27] Isola Art center, Mailand/ Italien;[28] Neatliekama Biennale, Riga/ Lettland; Tallinn Art Hall, Tallinn/ Estland; Vancouver International Centre for Contemporary Asian Art, Vancouver/ Kanada;[29] Plataforma, San Pedro Museo de Arte, Puebla/ Mexiko; Istanbul Biennale/ Türkei; World Social Forum & CCA Playspace Gallery, San Francisco/ U.S.A.; Galeria Arsenal, Bialystok/ Polen (GA)[30]
- 2005: M°A°I°S VI – Der freie Wille, Bunker unter der arena, Berlin (GA)[31]
- 2004: HA KYPOPT! Russische Kunst heute, Staatliche Kunsthalle Baden-Baden (GA)
- 2004: Paradise – International Forum of Art Initiatives, Neue Manege, Moskau (GA)[32]
- 2003: M°A°I°S V. Paradies, Bunker unter Alexanderplatz, Berlin (GA)[33]
- 2003: International Festival of new technologies in contemporary art, St. Petersburg’s Center of Visual Arts, St. Petersburg, Russland (GA)
- 2002: Liverpool Biennale, Liverpool (GA)[34]
- 2002: Big Torino, Torino Biennale, Turin (GA)[35]
- 2000: Eight Days A Week 2000 : Eurocard: Torsten and Nina in Liverpool, Graphic House, Liverpool